# 10 (LL Cool J)
10 è un album discografico in studio del cantante hip hop statunitense LL Cool J, pubblicato nel 2002.

## Tracce
1. Intro – 1:04
2. Born to Love You – 3:42
3. Luv U Better – 4:47
4. Paradise (feat. Amerie) – 4:35
5. Fa Ha – 4:55
6. Niggy Nuts – 3:40
7. Amazin' (feat. Kandice Love) – 3:58
8. Clockin' G's – 4:08
9. Lollipop – 4:45
10. After School (feat. Diddy) – 4:39
11. Throw Ya L's Up – 3:52
12. U Should – 4:20
13. 10 Million Stars – 4:01
14. Mirror Mirror – 4:26
15. Big Mama (Unconditional Love) (feat. Dru Hill) – 5:34

## Classifiche
- Billboard 200 - #2